# Франсіско Оласар
Франсіско Оласар (ісп. Francisco Olazar; 10 липня 1885, Кільмес, Аргентина — 21 вересня 1958, Буенос-Айрес, Аргентина) — аргентинський футболіст, що грав на позиції захисника. По завершенні ігрової кар'єри — тренер.
Виступав, зокрема, за клуб «Расинг» (Авельянеда), а також національну збірну Аргентини.
Восимиразовий чемпіон Аргентини.

## Клубна кар'єра
Вихованець футбольної школи клубу «Расинг» (Авельянеда). Дорослу футбольну кар'єру розпочав 1910 року в основній команді того ж клубу, кольори якої і захищав протягом усієї своєї кар'єри гравця, що тривала тринадцять років.

## Виступи за збірну
1916 року дебютував в офіційних матчах у складі національної збірної Аргентини. Протягом кар'єри у національній команді, яка тривала 6 років, провів у формі головної команди країни 18 матчів, забивши 1 гол.
У складі збірної був учасником розіграшу Кубка Америки 1916 року в Аргентині, де разом з командою здобув «срібло», Чемпіонату Південної Америки 1917 року в Уругваї, де разом з командою здобув «срібло», Чемпіонату Південної Америки 1929 року в Аргентині, здобувши того року титул континентального чемпіона, чемпіонату світу 1930 року в Уругваї, де разом з командою здобув «срібло».

## Кар'єра тренера
Розпочав тренерську кар'єру, повернувшись до футболу після невеликої перерви, 1928 року, очоливши тренерський штаб клубу Аргентина. Досвід тренерської роботи обмежився цим клубом.

## Досягнення
- Чемпіон Аргентини (8):

«Расинг» (Авельянеда): 1913, 1914, 1915, 1916, 1917, 1918, 1919, 1921
- Віце-чемпіон світу: 1930
- Срібний призер Чемпіонату Південної Америки: 1916, 1917